# Чернореченский (Новосибирская область)
Чернореченский — посёлок в Искитимском районе Новосибирской области. Административный центр Чернореченского сельсовета.

## География
Площадь посёлка — 24 гектара

## Население
| 2002 | 2007  | 2010  |
| ---- | ----- | ----- |
| 1670 | ↗1797 | ↗1854 |

## Инфраструктура
В посёлке по данным на 2007 год функционируют 1 учреждение здравоохранения и 2 учреждения образования.
В поселке работает обувная фабрика Обувь-НСК, на которой 4 января 2018 года произошел пожар.